# Siffleur loriot
Pachycephala orioloides
Espèce
Le Siffleur loriot (Pachycephala orioloides) est une espèce d'oiseaux appartenant à la famille des Pachycephalidae. Il était autrefois considéré comme une sous-espèce du Siffleur doré (Pachycephala pectoralis).

## Répartition
Il est endémique aux îles Salomon, Bougainville et Buka à l'extrême est de la Papouasie-Nouvelle-Guinée.

## Taxinomie
À la suite des travaux de Andersen et al. (2013) et Jønsson et al. (2014), le Congrès ornithologique international (classification 5.1, 2015) divise cette espèce en deux. La sous-espèce feminina est séparée pour former l'espèce Pachycephala feminina.

### Sous-espèces
D'après la classification de référence (version 5.2, 2015) du Congrès ornithologique international, cette espèce est constituée des neuf sous-espèces suivantes (ordre phylogénique) :
- Pachycephala orioloides bougainvillei ;
- Pachycephala orioloides orioloides ;
- Pachycephala orioloides centralis ;
- Pachycephala orioloides melanoptera ;
- Pachycephala orioloides melanonota ;
- Pachycephala orioloides pavuvu ;
- Pachycephala orioloides sanfordi ;
- Pachycephala orioloides cinnamomea ;
- Pachycephala orioloides christophori.